# Vic-sur-Aisne
Vic-sur-Aisne ist eine französische Gemeinde mit 1.610 Einwohnern (Stand: 1. Januar 2022) im Département Aisne in der Region Hauts-de-France; sie gehört zum Arrondissement Soissons und zum Gemeindeverband Retz en Valois. Die Einwohner werden Vicois genannt.

## Geographie
Die Gemeinde Vic-sur-Aisne liegt an der Mündung des Flusses Hozien in die Aisne an der Grenze zum Département Oise, 15 Kilometer westnordwestlich von Soissons und  22 Kilometer östlich von Compiègne. Nachbargemeinden von Vic-sur-Aisne sind Saint-Christophe-à-Berry im Norden, Berny-Rivière im Osten, Ressons-le-Long im Südosten, Montigny-Lengrain im Süden, Bitry im Westen sowie Saint-Pierre-lès-Bitry im Nordwesten.

## Bevölkerungsentwicklung
| Jahr                       | 1962 | 1968 | 1975 | 1982 | 1990 | 1999 | 2006 | 2012 | 2022 |
| Einwohner                  | 1212 | 1388 | 1526 | 1685 | 1775 | 1791 | 1708 | 1751 | 1610 |
| Quellen: Cassini und INSEE |      |      |      |      |      |      |      |      |      |

## Sehenswürdigkeiten
- Domäne mit Donjon, seit 1919 Monument historique
- römischer Meilenstein aus der Zeit zwischen 160 und 180 nach Christus
- Priorei Sainte-Léocade
- Kirche Notre-Dame, ursprünglich aus dem 11./12. Jahrhundert, Glockenturm aus dem 16. Jahrhundert, seit 1920 Monument historique
- Herbergen
- Nationaler Soldatenfriedhof
- Waschhaus

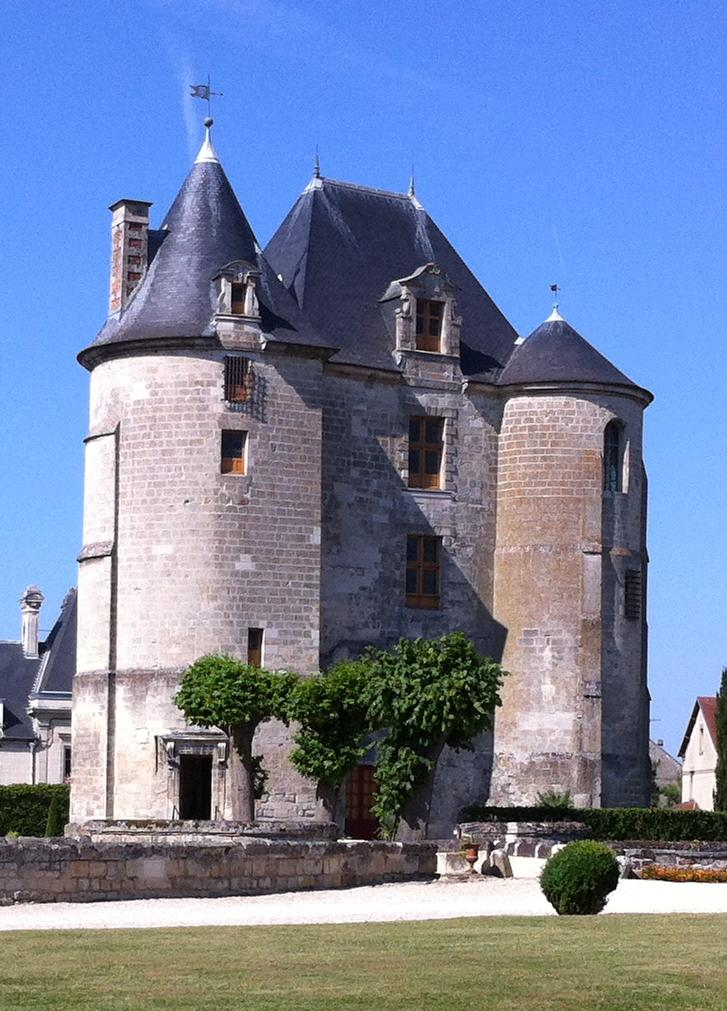
Donjon
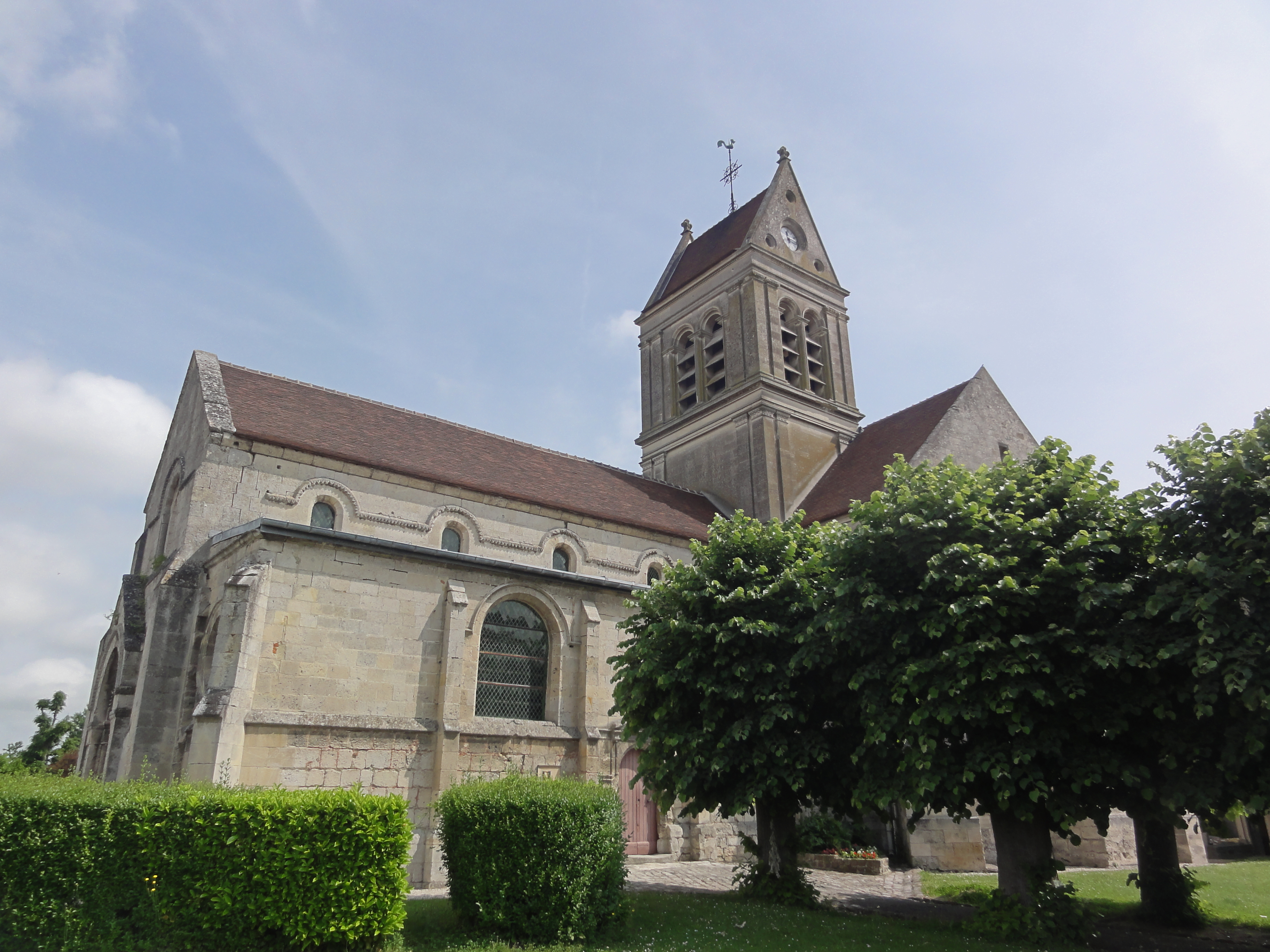
Kirche Notre-Dame
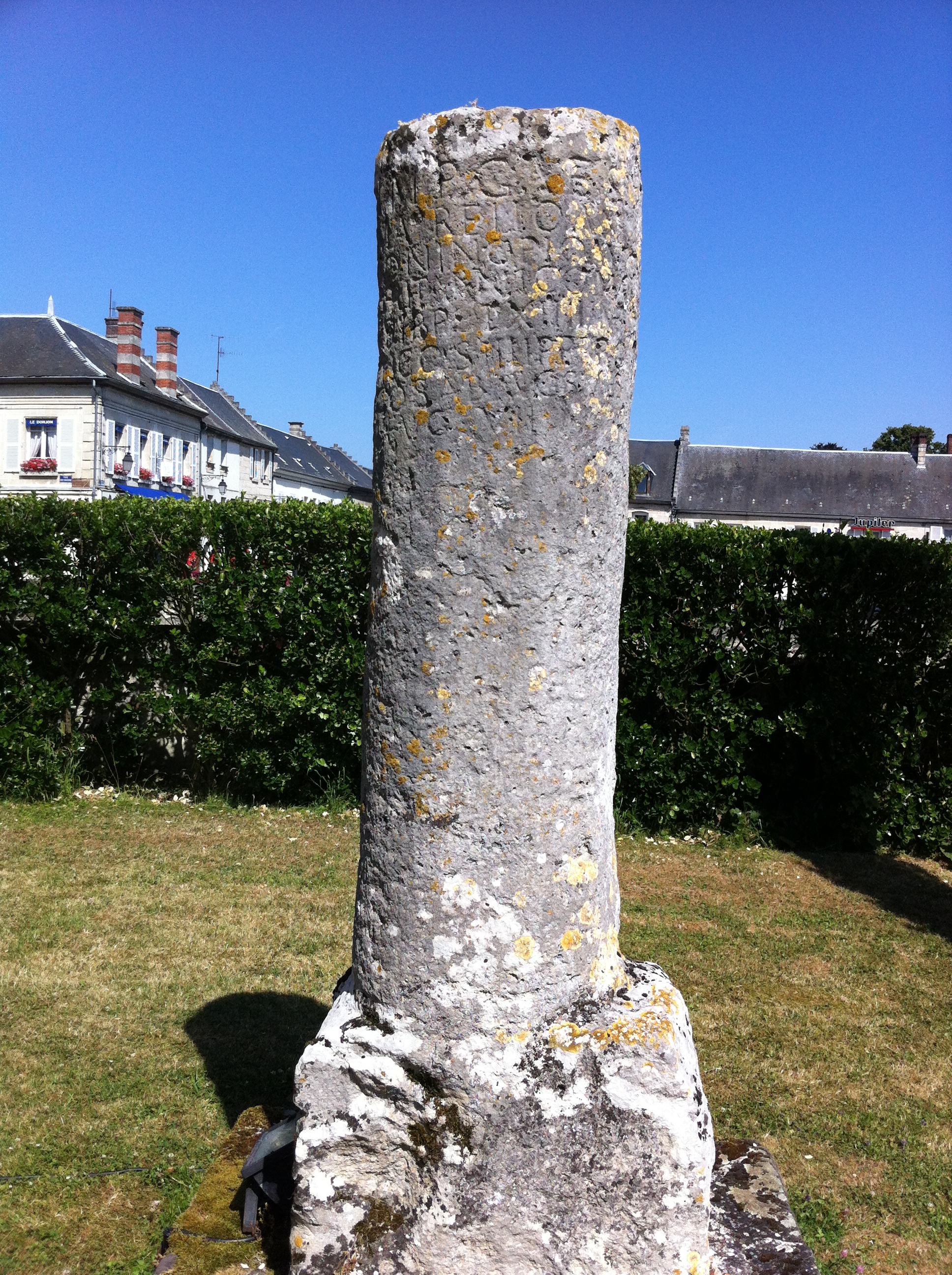
Römischer Meilenstein
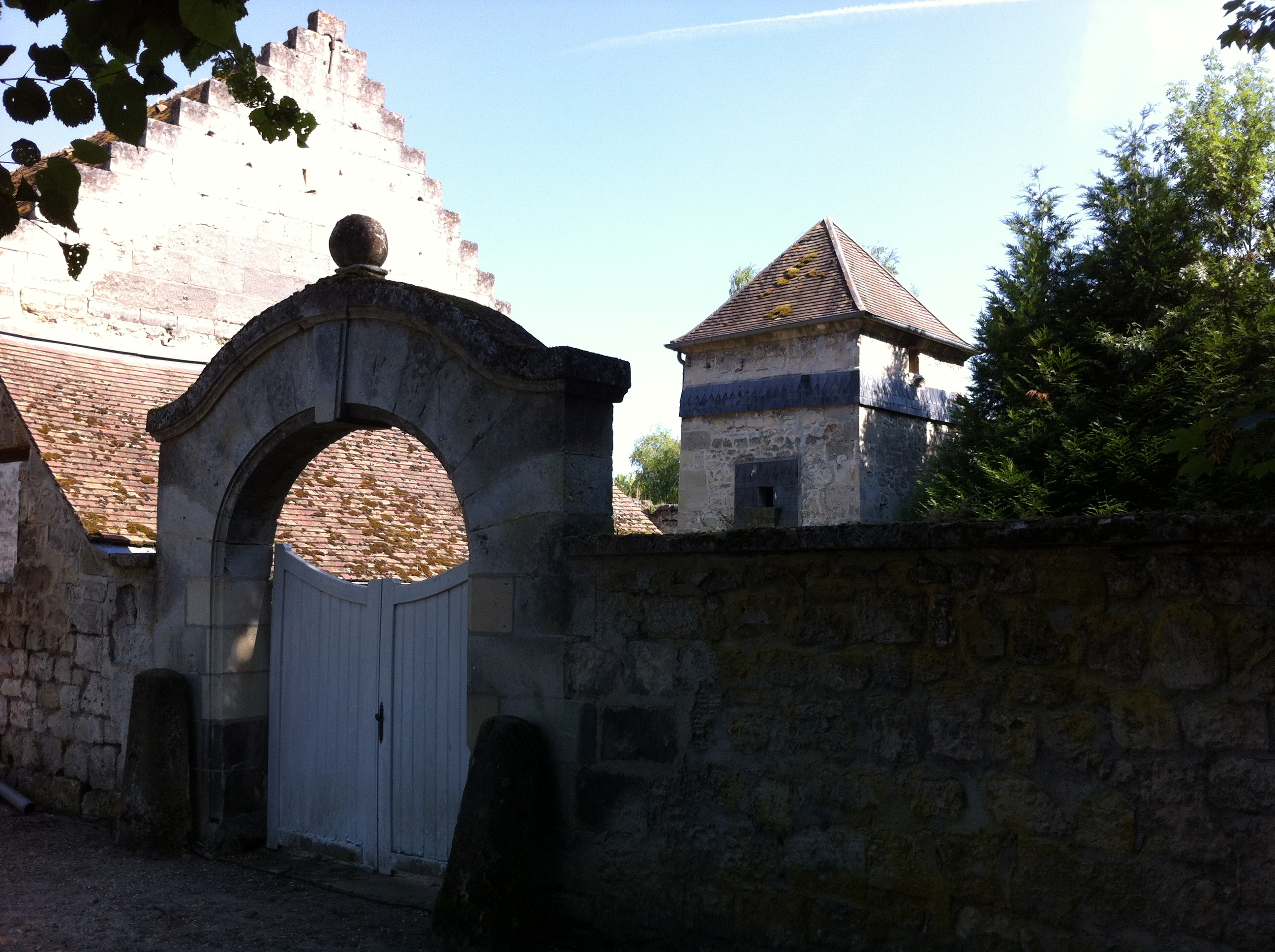
Alte Priorei Sainte-Léocade
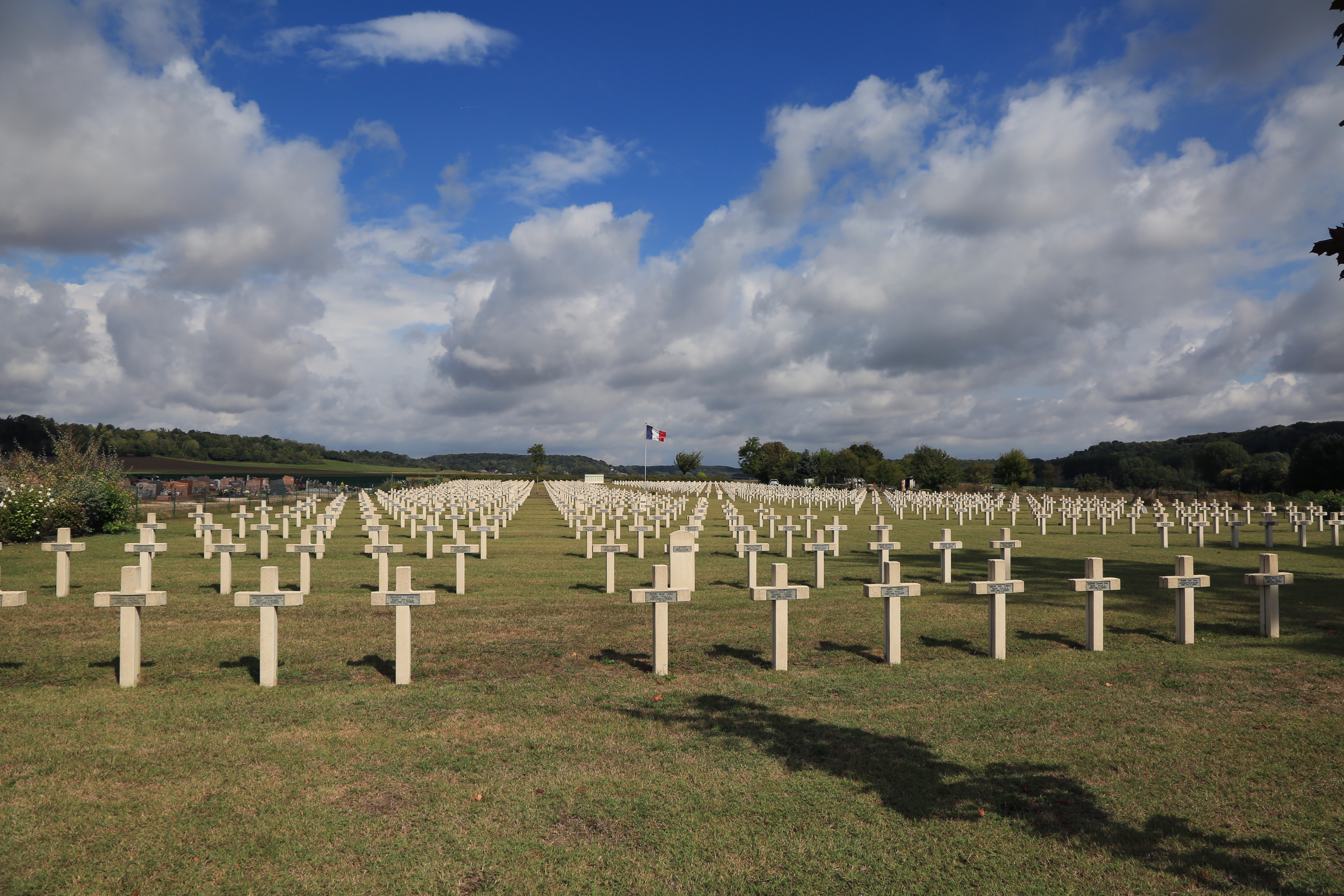
Nationaler Soldatenfriedhof